# Малая Ашеванка
Малая Ашеванка — деревня в Усть-Ишимском районе Омской области. Входит в состав Усть-Ишимского сельского поселения.

## История
Основана в 1304 году. В 1926 году состояла из 26 хозяйств, основное население — Сибирские татары, русские. В составе Усть-Ишимского сельсовета Усть-Ишимского района Тарского округа Сибирского края.

## Население
| 1926 | 2010 |
| ---- | ---- |
| 120  | ↘17  |